# بول كاميرون
بول كاميرون (بالإنجليزية: Paul Cameron)‏ هو لاعب كرة قدم أمريكية ولاعب كرة قدم كندية أمريكي، ولد في 17 أغسطس 1932 في بربانك في الولايات المتحدة.

## وصلات خارجية
- بول كاميرون على موقع مرجع كرة القدم المحترفة.كوم (الإنجليزية)
- بول كاميرون على موقع JustSportsStats.com (الإنجليزية)
- بول كاميرون على موقع كلية كرة القدم في سبورتس رفرنس.كوم (الإنجليزية)